# Гоуст Рајдер (филм)
Гоуст Рајдер (енгл. Ghost Rider) амерички је филм заснован на истоименом Марвеловом стрип јунаку. Филм је режирао Марк Стивен Џонсон, док главне улоге играју Николас Кејџ и Ева Мендез.

## Радња
Током америчког Дивљег запада, Мефистофелес је послао уклетог ловца на главе, Јахача духова, да прикупи уговор за хиљаду злих људских душа из града Сан Венганза. Али снага овог споразума се показала толико велика да је Коњаник схватио да се ђаволу не сме дозволити да га заузме, одбио је да му да уговор и нестао, поневши га са собом.
150 година касније, каскадер мотоциклиста Џони Блејз сазнаје да његов отац, Бартон Блејз, умире од рака плућа. Мефистофел му долази са обећањем да ће излечити његовог оца у замену за Џонијеву душу. Џони потписује уговор крвљу. Ујутро, очев рак је нестао, али сам отац умире у неуспелом штос. Џони криви Мефистофелеса за Бартонову смрт, али Мефистофелес каже да је испунио свој део договора, Блејз старији је излечен, тако да је Џонијева душа сада његова. Џони напушта своју девојку Роксану Симпсон.
Током година, Џони је постао познати каскадер због својих брзих вратоломија и мистериозне способности да преживи ужасне падове мотоцикла. Пре још једног штос, упознаје Роксану, сада новинарку, и обнављају пријатељство.
Блекхарт, Мефистофелов син, долази на Земљу у потрази за Уговором из Сан Венганз како би извршио државни удар против свог оца и преузео власт над светом. Он позива у помоћ три пала анђела: Вало, Гресил и Абигор. Блекхарт почиње потрагу, убијајући све људе на свом путу.
Мефистофелес се појављује Џонију, присиљавајући га да постане Јахач духова, обећавајући да ће га ослободити уговора ако успе да убије Блекхарта и тројицу помоћника. Блекхарт и анђели крећу до старе железничке станице, где је некада било гробље. Џонијев мотоцикл га води право ка њима. Његов зачарани „селичар“ стиже на станицу, где се Џони претвара у Гоуст Рајдер. Почиње туча, у којој Џони проналази оружје за себе - тежак дуги ланац. Он убија Гресила, али остали успевају да побегну. Враћајући се у град, чује пљачку жене. Спашава је користећи Кажњавајући поглед (најмоћније оружје Јахача духова), натерујући пљачкаша да се сети свих лоших ствари које је урадио у свом животу, и спаљује његову грешну душу, умрљану крвљу невиних људи. Злочинац је преживео, али је његова судбина била много гора од смрти.
Следећег дана, Џони се буди на гробљу где упознаје Надзорника, који зна све о Јахачима духова. Стигавши кући, Џони тамо види Роксану и открива да ради за ђавола. Роксана, не верујући му, одлази. Полиција се појављује и хапси Џонија због уништења на путу његовог мотоцикла и због оних које је убио Блекхарт. Смештају га у истражни затвор, где га криминалци препознају и почињу да га туку. Он се претвара у тркача и туче све осим једног младића, кога сматра невиним. Исте ноћи, након што је Гоуст Рајдер победио Абигора, Роксан га види и коначно верује у оно што је Џони рекао. Гледајући их, Блекхарт схвата да је пронашао Џонијеву слабост.
Џони се враћа управнику, који му говори о Џонијевом претходнику, тексашком ренџеру Картеру Слејду. Према легенди, Сладе је био човек од части, али је једног дана постао похлепан и завршио у затвору. Осуђен је на смрт и морао је да се обеси, али се појавио Мефистофелес и обећао му слободу - Сладе је потписао уговор и постао Фантомски јахач. Чувар упозорава Џонија да се клони вољених и пријатеља како их Блекхарт не би могао искористити против њега. Роксанна стиже у Џонијев стан, где открива Мег и каже да воли Џонија. Мег открива да Џони стално чита демонске књиге, од којих Роксана почиње да чита једну.
Блекхарт је проналази и убија Мег, и омамљује Роксан. Када се Џони врати кући, напада га Црно срце. Трансформисан у тркача, Џони покушава да употреби Казнени поглед на демона, али он нема душу. Блекхарт прети да ће убити Роксан ако му не донесе Уговор из Сан Венганзе. Џони се враћа Надзорнику, који невољно предаје уговор.
Џони убеђује да има план, затим Чувар открива да је он Картер Слејд, који је још увек жив захваљујући моћи Јахача духова, и нуди да покаже пут до Сан Венганзе. Заједно се возе кроз пустињу, Сладе на ватреном коњу духова и Џони на ватреном мотоциклу. Стигавши у град, Сладе даје Џонију своју сачмарицу и нестаје.
Након што је у мочвари убио палог анђела Валоа, Џони даје уговор Блекхарту, али и сам постаје Тркач, надајући се да ће победити непријатеља. Црно срце одбија напад и апсорбује свих 1000 душа града, називајући себе Легијом. Битка се наставља, а Роксана хвата сачмарицу и истоварује је код Блекхарта. Она затим баца празно оружје Џонију, који, држећи га у сенци — извор све моћи Јахача духова — мења облик оружја и побољшава његов борбени потенцијал. Снажан удар Паклене ватре уништава Црно Срце, али црне душе Сан Венганзе брзо враћају демона. Џони користи Казнени поглед да спали Црног Срца, пошто сада има 1000 злих људских душа. Одбацивши Блекхартово тело, Гоуст Рајдер се трансформише у човека док споља још увек остаје Јахач. У почетку се стиди свог монструозног изгледа, али Роксан га уверава да се не плаши.
Појављује се Мефистофелес и враћа Џонију његову душу, нудећи да преузме клетву Тркача. Одлучујући да не склопи нови договор, Џони одбија, тврдећи да ће искористити своју моћ да се бори против зла и себе назива „Духом освете“, који ватру гори. Схвативши да је преварен као прошли пут, Мефистофелес се куне да ће Џони платити за ово, на шта он одговара његовом фразом – „Не можеш живети у страху“. Мефистофелес нестаје са телом свог сина и враћа се у пакао. Касније, Роксан каже Џонију да је добила другу шансу, након чега се спајају у пољупцу љубави. Џони тада одлази на свом мотоциклу, настављајући своју нову улогу Гоуст Рајдер.
Филм се завршава речима Картера Слејда: „Кажу да је Запад заснован на легендама. А легенде дају идеју о нечему већем од нас самих. О силама које оцртавају линију живота, о догађајима који пркосе објашњењу. О онима који се случајно вину у Небо или падну на Земљу. Тако се рађају легенде!

## Улоге
| Глумац              | Улога                          |
| ------------------- | ------------------------------ |
| Николас Кејџ        | Џони Блејз / Гоуст Рајдер      |
| Ева Мендез          | Роксен Симпсон                 |
| Брет Кален          | Бартон Блејз                   |
| Вес Бентли          | Блекхарт/Легија                |
| Сем Елиот           | Картер Слејд / Фантомски Јахач |
| Питер Фонда         | Мефистофелис                   |
| Донал Лог           | Мак                            |
| Мет Лонг            | млади Џони Блејз               |
| Ракел Алези         | млада Роксен Симпсон           |
| Данијел Фредериксен | Валоу                          |
| Лоренс Брулс        | Гресил                         |
| Метју Вилкинсон     | Абигор                         |